# Fotboll i Nordkorea
Fotboll i Nordkorea styrs av det Nordkoreanska fotbollsförbundet (KFA), som grundades 1945.

## Lag och tävlingar
Nordkoreanska ligan i fotboll (koreanska:공화국선수권 축구대회) är den högsta ligan i Nordkoreas seriesystem. Efter förstaligan kommer Nordkoreanska ligan i fotboll 2 och 3.

Nordkoreas mest framgångsrika lag är April 25, som har vunnit högstadivisionen 10 gånger.

Den huvudsakliga cupen i Nordkorea är den Nordkoreanska cupen, som ibland även kallas för Open Cup.

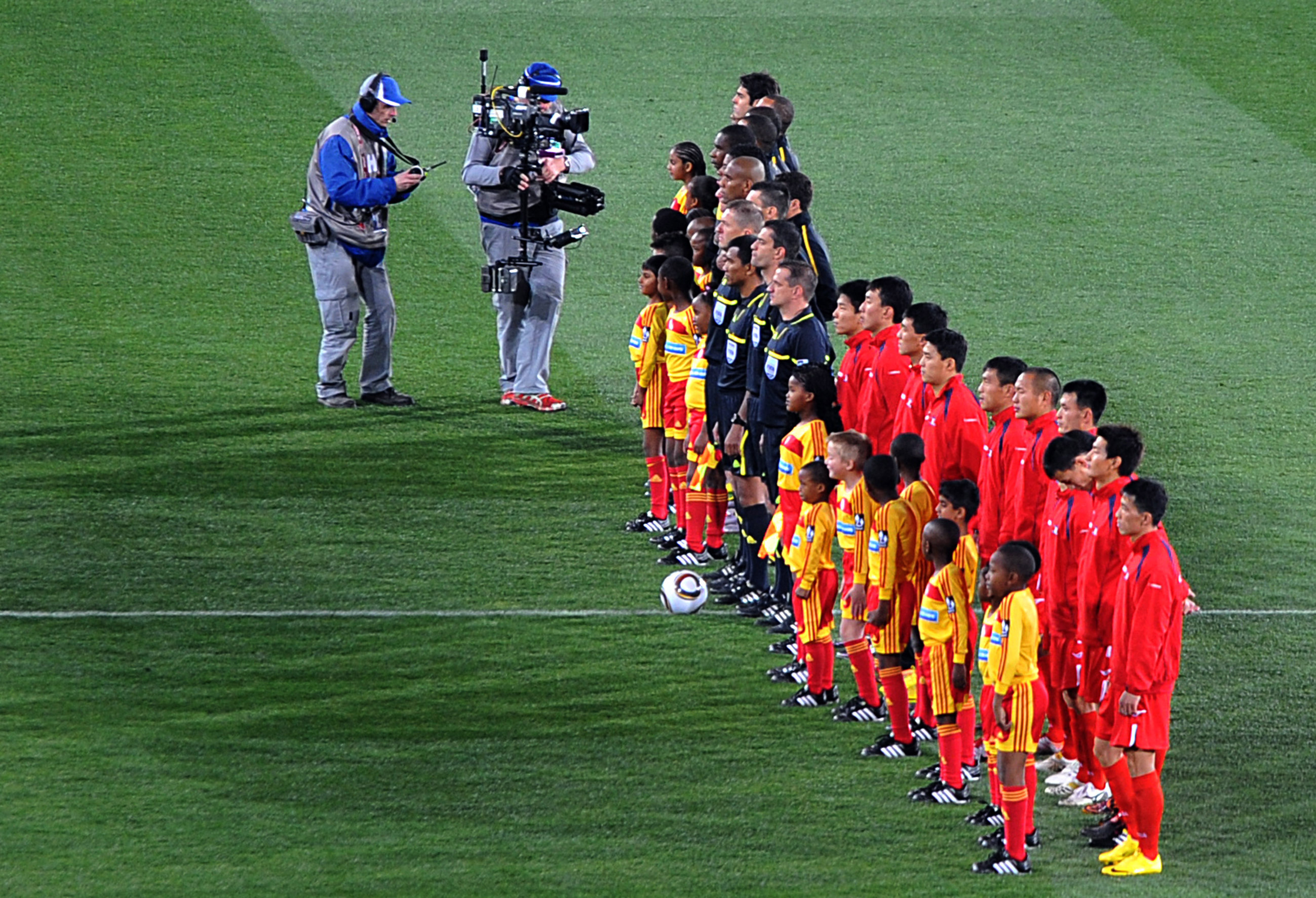
Nationalsångerna spelas före mötet mellan Brasilien och Nordkorea i VM 2010.

## Landslag

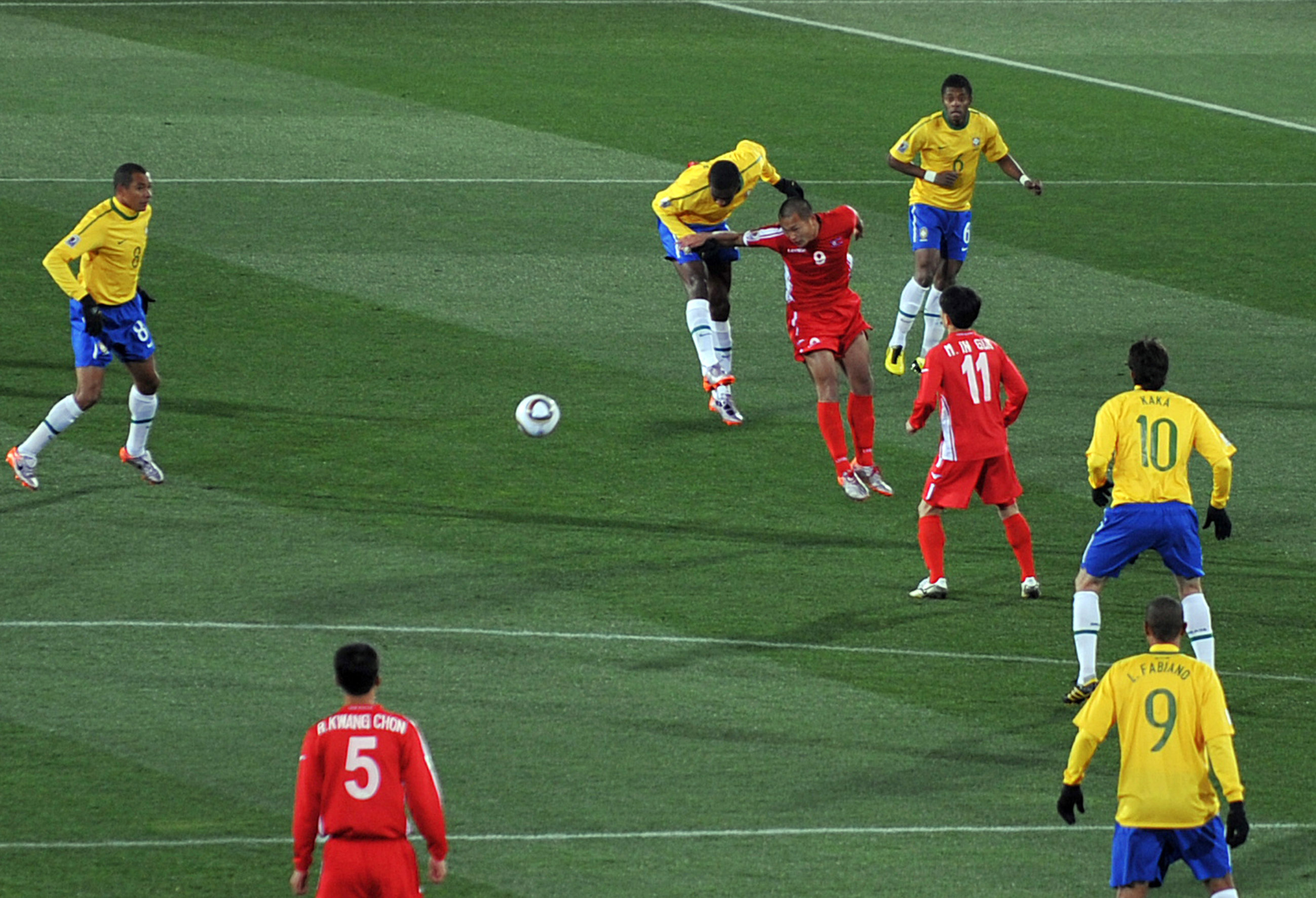
Nordkorea spelar mot Brasilien i VM 2010.

### Herrar
Nordkoreas herrlandslag rankas på 106:e plats i världen. Det består inte bara av spelare som är födda i Nordkorea utan även av spelare som är födda i Japan och är anslutna till det Nordkoreanska landslaget. De har kvalificerat sig till VM två gånger, 1966 och 2010. 1966 lyckades man gå vidare till kvartsfinal, trots att man i första matchen förlorat mot Sovjetunionen. I kvartsfinalen blev det förlust mot Portugal. I den matchen hade man haft 3-0 efter 25 minuter innan Portugal kunde vända till 3-5. 2010 gick det sämre. Man kom sist i gruppen, förlorade alla matcher och fick målskillanden 1-12.

### Damer
Nordkoreas damlandslag rankas på 6:e plats i världen. Till skillnad från herrlaget så består damernas trupp endast av nordkoreaner som är födda i Nordkorea. Nordkoreas damlandslag är mycket mer framgångsrika än Nordkoreas herrlandslag. Man bland annat vunnit asiatiska mästerskapet.